# Sypna
Sypna är ett släkte av fjärilar. Sypna ingår i familjen nattflyn.

## Bildgalleri

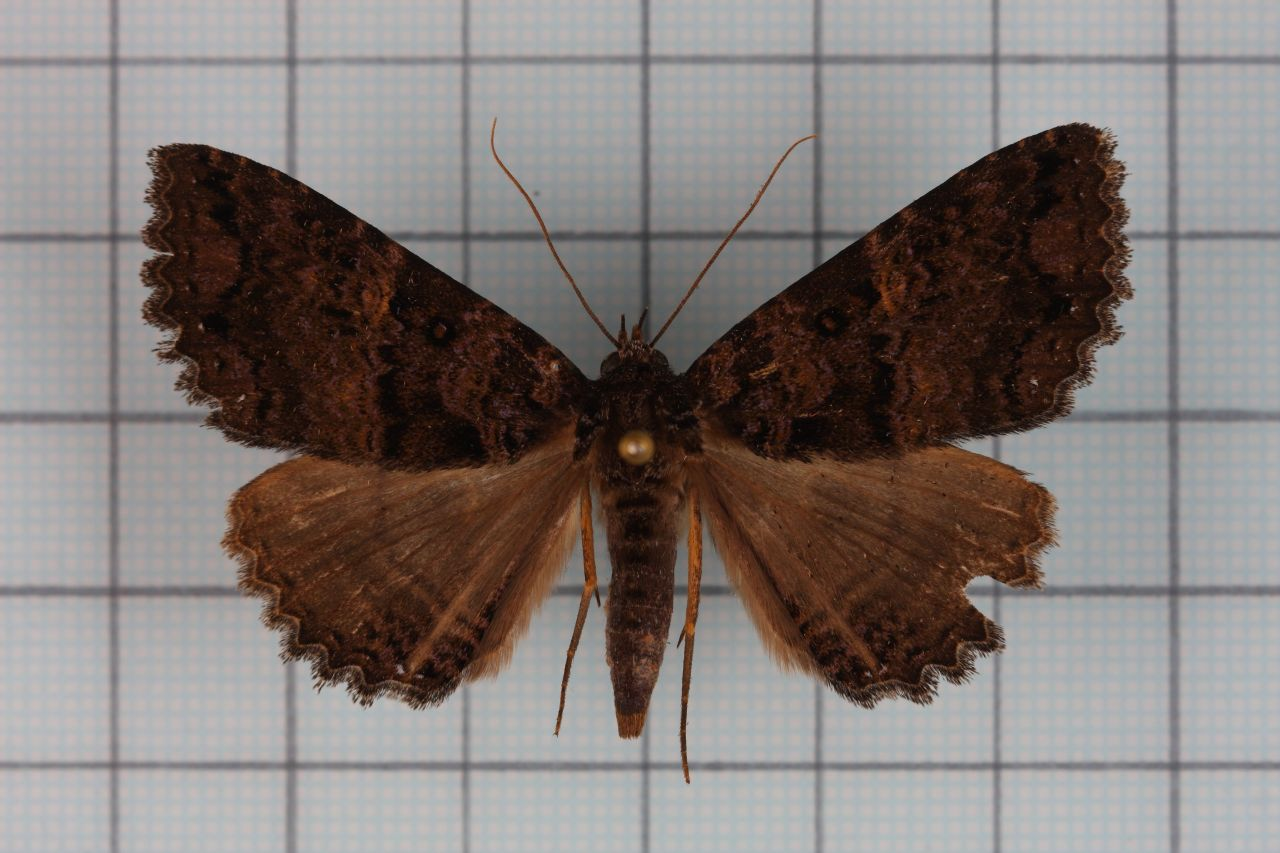
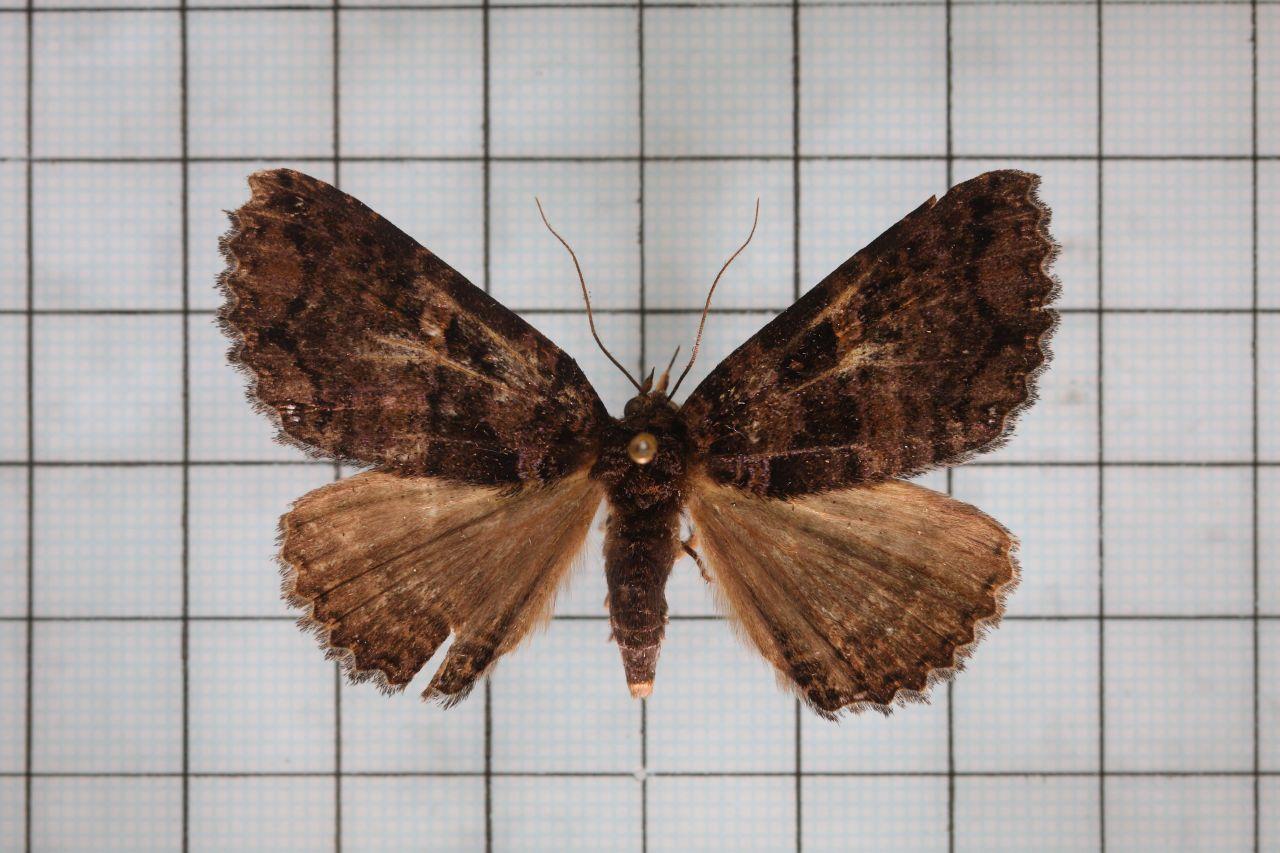

## Dottertaxa tillSypna, i alfabetisk ordning[1]
- Sypna albilinea
- Sypna albovittata
- Sypna anisomeris
- Sypna aspersa
- Sypna bella
- Sypna brandti
- Sypna buruensis
- Sypna coelisparsa
- Sypna decorata
- Sypna diversa
- Sypna dubitaria
- Sypna leucosticta
- Sypna leucozona
- Sypna ludifica
- Sypna martina
- Sypna mormoides
- Sypna nigrifascia
- Sypna nocturna
- Sypna omicronigera
- Sypna ornata
- Sypna purpurata
- Sypna rholatinum
- Sypna rubrizona
- Sypna samala
- Sypna sobrina
- Sypna sublucida
- Sypna subrotunda
- Sypna subsignata
- Sypna tenebrosa
- Sypna variopincta